# Birutė
Birutė was de tweede vrouw van Kęstutis, groothertog van Litouwen, en was de moeder van Vytautas de Grote. Na haar dood werd ze lange tijd vereerd.

## Biografie
Birutė werd geboren in Palanga en maakte deel uit van familie van Samogitische magnaten. Ze werd een priesteres (vaidilute) die het heilige vuur van het altaar van Palanga bewaakte. Volgens de Kroniek van Bychowiec had Kęstutis kennis vernomen van het bestaan van Birutė als priesteres die haar kuisheid aan de goden had gegeven. Hij besloot haar te bezoeken en ze viel bij hem in de smaak. Kęstutis vroeg haar ten huwelijk, maar Birutė wees hem af en vertelde hem dat ze kuis zou blijven tot aan haar dood. Hierop besloot Kęstutis haar te schaken en nam haar mee naar Trakai waar ze trouwden na een groot huwelijksfeest.
Gedurende haar huwelijk met Kęstutis zou Birutė drie zonen, Vytautas, Tautvilas en Zygimantas, en drie dochters krijgen. Na de dood van Algirdas brak er een burgeroorlog uit tussen Kęstutis en zijn broer Jogaila. Hij stuurde zijn vrouw Birutė uit veiligheidsoverwegingen naar Brest. Aldaar overleed ze, of ze vermoord is in opdracht van Jogaila is onduidelijk. Ze werd vermoedelijk begraven in Palanga.

## Verering
Na haar dood ontstond er een verering van Birutė als lokale, paganistische godin. In 1989 vonden archeologen het bewijs van het bestaan van een paganistisch heiligdom dat in de veertiende en vijftiende eeuw boven op de heuvel van Birute stond.